# 南加州教會槍擊案
南加州教會槍擊案（英語：2022 Laguna Woods shooting），又稱2022年拉古納伍茲槍擊案，是2022年5月15日發生於美国加利福尼亚州（加州）南部大洛杉磯地區橙县拉古納伍茲基督教爾灣台灣長老教會（Irvine Taiwanese Presbyterian Church）日內瓦教堂（Geneva Presbyterian Church）的一起群體槍擊案。槍手为一自認中國人的台湾外省第二代，他以鐵鍊鎖上大門，用強力膠封住鎖頭，於教堂內開槍掃射，造成1人死亡、4人重傷、1人輕傷。該教會教友信眾也幾乎都是臺灣裔美國人，檢警說明及兇手言行都顯示他明顯針對台裔社群而犯案。

## 案件经过

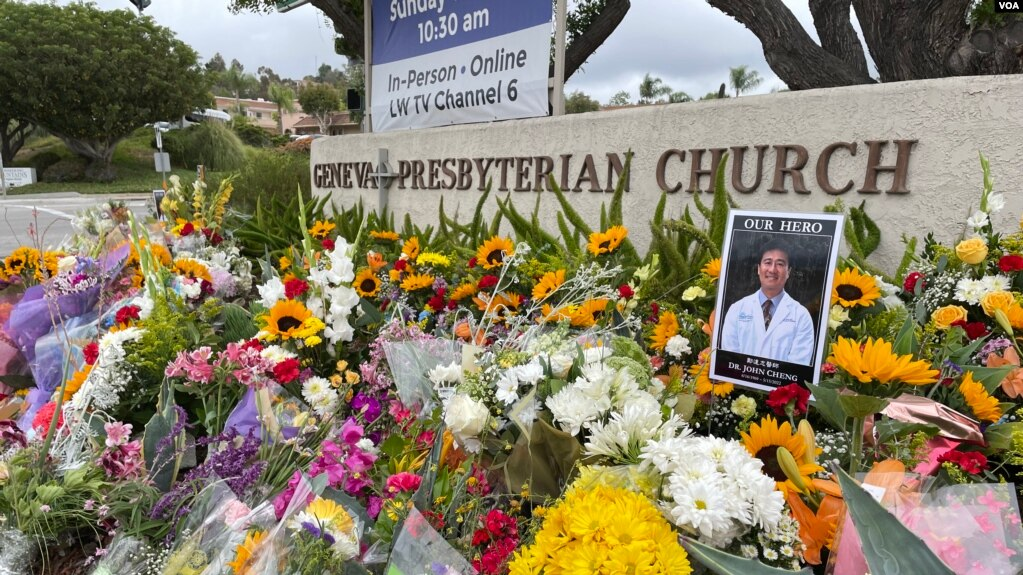
拉古納伍茲市長老教會外悼念遭暴徒槍殺的鄭達志醫師等受害臺灣裔美國人的花束

2022年5月15日「爾灣台灣基督長老教會」租借「日內瓦長老會教堂」舉辦教會活動。歡迎前任牧師張宣信（Billy Chang）自台灣歸來。10時10分，有一位陌生男子到来，該男子衣服為黑色，上有「Security」（保全）字樣。接待人員欢迎該男子加入，并请該男子填写个人資料表，但男子称之前来过兩次，拒绝填表。教堂人士称，該男子在行凶前和其他人交谈以博取信任，還刻意讲了一些台语。主日禮拜開始時，周文偉沒有參加，而是坐在後方閱讀教會提供給他的中文報紙。他在主日禮拜11時20分結束時離開，有人看見他東張西望地走進後面的小房間。
做完禮拜後，開始主日學，周文偉亦沒有參加。主日學結束後，教會眾人開始午宴，12時30分時，周文偉又走進教友聚餐的辛普森廳（Simpson Hall），並將該廳進出的三個門試圖用鐵錬綁上，有教友要離開，周文偉並未阻擋。但有人問周文偉「正在幹甚麼」時，周文偉拒絕回答。後來有教友因為忘了拿隨身物品，打算再進去廳內，就遭他拒絕；這時有人看到他持鐵鎚將兩個出口釘上，大約13時多，他拿出手槍向天花板射擊。
槍手開槍時，教會眾人大多正在聊天與拍照，很多人以為是有人玩氣球、踩破氣球的聲音，在場人數可能有幾十人不等，但能確定绝大部分为台裔美国人，並且絕大多數都是年長者。当时在场的台裔醫師鄭達志（John Cheng）為壓制枪手，与枪手搏鬥並以身擋槍，結果身中三彈。張宣信牧师原本以為是有人拿玩具槍開玩笑，後來才發覺事態不對，衝下講台，趁槍手調整槍械（疑似裝子彈或排除卡彈）時，以椅子砸中枪手头部。槍手的槍因而掉落一旁，槍手踉蹌，失去重心，牧師隨即衝往槍手，並大聲呼喊其他教友協助壓制，此時三位教友蜂擁而上，四人合力奪槍，制伏了槍手，眾人隨後拔取电源延长线將槍手捆綁，還發現槍手在腿上綁上了疑似備用的另一支槍，立刻報警。警方在13時26分接到報案。十分鐘後，警方與救護人員到來。除了兩把手槍之外，警方同时發現枪手携带的十五個滿裝的彈匣、刀具、強力膠、四件类似汽油彈的爆裂物，警方還發現該廳大门被兇嫌用铁链封锁，锁头還灌入強力膠封堵。

## 嫌犯
周文偉（David Wenwei Chou），华裔美籍公民，籍貫湖南，1953年生於台灣，是外省第二代。周文偉畢業於台中一中、逢甲大學，後留學美國。曾為調酒師、大學講師，之後移民美國。经过駐洛杉磯的臺北辦事處查證，約50年前，台灣人持有護照上的出生地，英文為，當時申請到美國的移民於官方文件的出生地多寫。1953年生的周嫌可能在申請美國護照的文件上寫「中國」為出生地，因此讓美國警方一度認為嫌犯出生于中华人民共和国。
周文伟在退休后于拉斯维加斯担任警卫，他也在此期间合法购得了9毫米單膛室手槍。2019年周文偉加入統促黨。周反對臺灣的民進黨執政，支持中國國民黨代表韓國瑜參選2020年總統選舉，據認識他的人形容，平日看不出有特殊的政黨傾向，但若是談到關於政府公部門的事情，情緒就易激動。他擔任2019年4月成立，於2020年10月28日被美國國務院依法認定受中國共產黨中央統戰部控制的外國代表機構、中國反獨促統統一戰線組織「中國和平統一促進會」在拉斯維加斯分支會的理事，但据该会创始人在案发后接受采访时描述，因其性格激进而在2019年下半年起遭到疏远。周文伟妻子案发时身在台湾，且罹患重疾，兩人育有一子一女，在臺從事牙醫。
案件侦讯尚在进行中，橘郡警長巴恩斯（Don Barnes）认为这是一起出于政治动机的仇恨犯罪。他表示，周嫌在案发现场外停放的车辆中留下笔记，显示出了他自己「对台灣人的痛恨」及对台灣獨立的不认同，而这可能是他的过往经历造成的情绪积压。据其的室友忆述，周在案发两周前曾说覺得台灣政府腐敗，而且不滿台灣人對政府的支持，讓自己看起來是一個政治難民。案发前，周嫌將其「作案聲明」〈滅獨天使日記〉寄給《世界日報》洛杉矶分社，5月16日送抵該報社后，报社將此証物呈交美國警方，并拒绝公开内容。匿名人士指周嫌亦將複本寄給中國和統會會長與中國共產黨政治局常委汪洋、中國駐美大使秦剛、前《環球時報》主編胡錫進及另一家統派媒體《中國時報》發行人。橘郡官方表示沒有發現周文偉與爾灣基督教長老會有任何交集。
周文伟在成为持枪警卫前曾受租客抢劫，自己身受重伤。而随着年龄增大他也面临失业，妻子患病后他变卖房产只身住在美国，其后又遭房东驱逐，生活陷入困境。

## 受害对象
枪击发生于尔湾台灣基督長老教会的教會活動现场，造成52歲男子鄭達志当场死亡，5人受伤。

### 尔湾台湾基督长老教会
尔湾台湾基督长老教会原为橙縣台灣基督長老教會在尔湾地区之分会，1994年8月成为独立教会。教会曾借用Creekside、塔斯廷的教会场所开展活动，2012年10月正式搬至现址位于橙县拉古纳伍兹的日内瓦教堂。该教会属于美国长老会（PCUSA），但它也与台湾基督长老教会有深厚的关系，教会成员多为自台湾移民美国的老年人。

台湾基督长老教会的本土主义色彩浓厚，持鲜明的台独主张。教会主要采用台语宣教與礼拜，包含聖經在內經常使用台灣羅馬字——白話字。强调“钉根本土，认同所有住民”。李辅仁（Albany Lee）牧师曾说：“我们使用我们最习惯的母语与方式来敬拜上帝。”教会認為台灣人來自不同背景、雖有不同見解，但台灣同為家鄉，人民有自決權利，並要求國民黨政府全面開放中央民代改選，國民黨須改革。教会活跃于近代台湾的政治活动，經歷過二二八事件、白色恐怖、美麗島事件等，在19世纪70、80年代与党外运动结合，发表《国是声明与建议》、《我们的呼吁》、《人权宣言》三大宣言，帮助隐藏異議人士，歷史上與台灣民主和獨立運動有緊密聯繫，在政壇和民間都具有影響力。近年教会还涉及陈云林2008年访台冲突，2019年香港反修例运动。

### 伤者
伤者包括1名86岁的女性和4名男性，其中最年長者92岁、最年輕的为66岁。5名伤者中，4人中弹受伤严重，1人在混乱中受轻伤。

### 罹难者
52歲的醫師鄭達志在槍擊案中遇難，鄭醫師是運動醫學、復健科醫師（非復健師）、國術教練，並非長老宗的信徒，而是出於孝心，開車載行動不便的年長母親做禮拜。案發時鄭達志的父親鄭俊曉才過世約一個月。
鄭達志出身醫師世家，父親鄭俊曉是德州臺裔圈的醫師，叔父鄭俊郎亦為醫師。鄭達志生於台灣，在一歲時隨父母移民美國，在德克薩斯州長大，鄭達志曾就讀於貝勒大學，後繼承父親衣缽，在德州理工大學醫學院取得醫學學位，到加利福尼亞大學洛杉磯分校實習。行醫後，成為南岸醫療集團（英語：South Coast Medical Group）成員，主要服務加州亞里索維耶荷及周邊地區的病患，是獲美國家庭醫學委員會認證的運動醫學專科醫生。鄭醫師是國家美式足球聯盟（NFL）球隊克里夫蘭布朗隊後衛強尼·史丹頓的主治醫師。同時，也免費擔任多個高中學校美式足球的隊醫。
除此之外，鄭達志醫師八歲時習武，時常參加比賽。為了精進武藝，特別到芝加哥、舊金山、香港等地求師問學。鄭醫師也在橘郡開班授徒，並成為武術界的「七星派螳螂拳第八代傳人」。
負責偵辦案件的橘郡檢察長史必哲表彰了鄭醫師及其他教友的英勇行爲，他在記者會上表示「這個怪物（周文偉）制定了一個惡魔計畫，將其受害者鎖在教堂門內，以屠殺他所認為的無辜羔羊。但他不曉得那天教堂裡的教友不是羔羊，他們是獅子，他們反擊意圖滲透到他們禮拜堂的那個惡魔。」

## 调查
橘郡警方查出，周文偉在前一晚即由內華達州開車前往加州，車程約270哩（435公里）。来自聯邦調查局（FBI）和美國菸酒槍炮及爆裂物管理局（ATF）的情报员协助橙县警长办公室辦案 。FBI以仇恨犯罪為背景調查此次事件，針對嫌犯内华达州的住所和在案发现场外的停放的车辆展开调查。。ATF已在现场查获槍手准备的犯案工具9毫米單膛室手槍2把、15個裝滿子彈的彈匣、刀械、4個疑似自製汽油彈的爆裂物、鐵鍊、強力膠等，檢警認為枪手打算執行恐怖攻擊，殺死教會內所有人後燒毀教堂建築。
周文偉被控犯下1项谋杀罪、5项谋杀未遂罪、4項非法持有爆裂物罪等，屬於特級重犯。周文偉在台灣教會的午餐會上與數十名教友交流，橘郡檢察長史必哲（Todd Spitzer）說周文偉藉此取得教友們的信任，好讓他們不會注意到他即將展開的計畫，史必哲說這種行徑等同於法律上定義的「事先埋伏」（lying in wait），如果被定罪，恐加重刑責，可求處「不可假釋之終身監禁」或者死刑。
史必哲稱周文偉為「怪物」：史必哲說，周文偉的動機是出於對台灣的仇恨，1949年共產黨取得內戰勝利，其家人被迫離開中國大陸，而後他在台灣出生。當局表示，他顯然隨機選擇了那個教堂，上週六（14日）他從拉斯維加斯開車到加州前，並不認識那裏的任何人。橘郡警長巴恩斯表示，「周文偉特地選擇對台灣社群發動攻擊，爾灣台灣基督長老教會正是台灣社群的代表之一。」史必哲表示，周文偉明顯是仇恨犯罪，被偵訊至今，絲毫不在乎自己所犯下的罪行，也不在乎將會面臨的刑期。

## 法律程序
周文偉為現行犯，已被橘郡警方拘捕。原先法官裁定周文偉以保釋金一百萬美元交保候傳，後因得知其攜帶大量武器，恐怖攻擊意圖明顯，惡性重大，改裁定不允許交保，直接羈押，將在六月時第一次開庭。
周文偉尚未提出抗辩，目前依然收押。在5月17日的最初的法庭提訊中，其律師Tania Vallejo提出將下次提訊延遲到6月10日，法官同意。
2022年6月17日，橘郡警方的声明中，检察官在对其谋杀和谋杀未遂的指控中增加了仇恨犯罪。一旦所有罪名成立，周可能面临死刑。周文偉预计将于8月19日再次出庭。
在2022年8月19日的审理中，周文偉否认所有指控，并将于同年10月21日再次出庭。
2023年5月，周文偉面临98项指控，预计于同年7月再次出庭，期间不得保释。
2025年1月，橘郡高等法院法官裁定将周嫌交由陪审团审判。他将面临谋杀、谋杀未遂以及仇恨等指控。

## 反應
- 美国：
  - 橘郡檢察長史必哲（Todd Spitzer）以「惡魔」[註 2]形容對臺灣及臺灣人民有偏見的周文偉及其犯罪動機與行為，該郡警長巴恩斯（Don Barnes）讚許鄭達志醫師捨己救人的英勇是「良善對抗邪惡」，《洛杉磯時報》亦稱周文偉是潛伏的「惡魔」而壓制他的臺灣教友是一群「奮起的英雄」。[90][91][92]
  - 「爾灣台灣基督教長老教會」在募款網站「gofundme」發動捐款，目標二十五萬美元。網頁稱，鄭達志醫師的父親才剛過世，自己又不幸罹難，兒子在洛杉磯加大（UCLA）讀醫學系預科，女兒還在念高中，需要的經費不少。各方踴躍捐輸，一天內湧入18萬美元。[93]數日內，金額超過原定目標一倍。
  - 美國在台協會（AIT）台北辦事處處長孫曉雅致電外交部長吳釗燮，代表美國政府表達高度哀悼之意。[94]
  - 台灣人公共事務會要求美國政府將凶手所隸屬團體列為美國境內的恐怖組織[95]。數十個在美台灣人團體聯署支持。[96]
  - 貝勒大學亦發文哀悼為該校1991屆畢業生的鄭達志醫師。[97]
  - 國家美式足球聯盟（NFL）球隊克里夫蘭布朗隊後衛強尼·史丹頓（英语：Johnny Stanton），在社交媒體發文哀悼罹難者鄭達志醫師，稱他是「絕對的英雄」[70]。
  - 美國職棒大聯盟美國聯盟的洛杉磯天使隊對奧克蘭運動家的比賽前特別在橘郡主場的大螢幕放上鄭達志的照片並打出「紀念鄭達志醫師，你的英勇救了無數生命，我們會想念你。」全場掌聲雷動，向鄭達志致上最深敬意。[98]
  - 拉斯維加斯中國和平統一促進會會長顧雅文稱周文偉在組織2019年4月成立時「不請自到」（但是據該會是時公開之文獻，周文偉為理事），在2019年下半年後已非成員，批評「陰暗勢力」利用此事件[99]。
  - 1989年北京天安門民主運動學運領袖王丹表示聯想到3月14日紐約律師、反共民運人士李進進遭中國人刺殺案，質疑是否有人在背後刻意挑動兇手情緒、變相唆使作案；他不相信美國連續發生具政治背景的兇殺案只是巧合。[100]

- 中華民國：
  - 中華民國總統府發言人張惇涵代表蔡英文總統向罹難的鄭醫師家屬表示哀悼，對在事件中受傷的台灣僑民表達由衷關心。他表示蔡總統已經請外交部長吳釗燮及駐美代表蕭美琴表達慰問關懷，同時指派蕭美琴大使前往加州提供必要協助並出席爾灣台灣教會的鄭達志醫師追思禮拜。[101][102]
  - 副總統賴清德、總統府副秘書長李俊俋等23日出席台灣基督教長老教會「走過政治仇恨與暴力創傷的死蔭幽谷」祈禱會，向鄭達志醫師致上最深切的哀悼與敬意。[103]
  - 外交部駐洛杉磯臺北經濟文化辦事處代表臺灣政府向家屬致哀。僑務委員會呼籲僑民留意自身安全，避免被仇恨挑撥分化，共同守護民主自由的價值。[104]
  - 立法院長游錫堃、民主進步黨、時代力量、台灣民眾黨與台灣基進黨均譴責暴力行徑，慰問無辜傷亡僑民[105][106][107][108]。中國國民黨發新聞稿表示沉痛哀悼，向當地台裔社群致上慰問，強調任何意識型態、任何組織都不構成足以對他人暴力相向的正當性[109]。
  - 台灣基督長老教會總會強烈地譴責將自己的情緒發洩在手無寸鐵的人身上、濫殺無辜者的暴力。呼籲政府正視在台灣某些統派團體所散播的仇恨言論，並以有效策略防範那些團體激起對立，製造暴力事件，遏止中國在台打手。唯有重新制訂一部符合台灣現況的新憲法，才能讓人民免於認同的混淆。[110][111]
  - 台灣社、台灣教授協會、台灣獨立建國聯盟、陳文成博士紀念基金會、彭明敏文教基金會等60個社團發表聯合聲明，指中國共產黨一再在台灣內部及全球華人中挑起對台灣人民的仇恨，阻止台灣人民追求自由民主，支持在美國的台灣人公共事務會（FAPA）推動將統戰團體「中國和平統一促進會」列為恐怖組織的主張，呼籲外交部應禁止該會成員入境，並要求臺灣政府嚴查國內的統促黨等和中國往來關係密切的組織及其資金來源。[112][113][114][115][116]
- 中华人民共和国：
  - 中華人民共和國外交部發言人汪文斌在例行記者會上被問到事件時，表示有注意到事件當事人均為「中國台灣出生」，隨後表態希望美國政府解決國內的槍枝暴力[117]，沒有提到背後可能牽涉的兩岸關係問題[118]。
  - 国台办发言人朱凤莲表示涉案枪手和受害者都是从“中国台湾地区”移民到美国的。台湾个别绿色媒体借机炒作，图谋利用不幸的枪击事件造谣，做政治文章，用心险恶，毫无人性[119]。
  - 環球時報评论文章认为台灣炒作「大陸人對台灣人的種族仇殺」是造謠行為，實際上兇手出生於台灣，民进党当局不排除利用这起枪击案炒作“本省人”和“外省人”的矛盾。[120][121][122]

## 另見
- 2022年水牛城槍擊案
- 2019年埃尔帕索枪击案
- 基督城清真寺槍擊案
- 2015年南卡羅萊納州查爾斯頓槍擊案
- 孤狼式襲擊
- 韓粉
- 臺灣問題

## 文字注解
1. ↑  橘縣警長：（兇手）明顯對台灣人不滿⋯⋯（因）仇恨台灣人⋯⋯他專門針對台裔社群
2. ↑  昨天在教堂的惡魔